# Internationella öspelen 2015
Internationella öspelen 2015 var de 16:e internationella öspelen och hölls på Jersey - en av Kanalöarna - mellan 27 juni och 3 juli 2015. Jersey har tidigare varit värd för de internationella öspelen; det första var vid internationella öspelen 1997.

## Deltagande öar
- Anglesey
- Alderney
- Bermuda
- Caymanöarna
- Falklandsöarna
- Frøya
- Färöarna
- Gibraltar
- Gotland
- Grönland
- Guernsey
- Hitra
- Isle of Man
- Isle of Wight
- Jersey
- Menorca
- Orkneyöarna
- Rhodos
- Sankta Helena
- Sark
- Shetlandsöarna
- Yttre Hebriderna
- Åland
- Ösel

## Sporter och grenar
| - Badminton (6) - Basket (2) - Bordtennis (6) - Bågskytte (14) | - Cykling (20) - Mountainbike (8) - Landsväg (4) - Tempolopp (4) - Criterium (4) | - Fotboll (2) - Friidrott (40) - Golf (2) - Segling (5) | - Simning (43) - Skytte (69) - Tennis (7) - Triathlon (4) | - Volleyboll (4) - Strandvolleyboll (2) - Volleyboll (2) - Vindsurfing (4) |